# Дістейра
Дістейра (Disteira) — рід отруйних змій родини Аспідові. Має 5 видів.

## Опис
Загальна довжина представників цього роду коливається від 1 до 1,5 м. Голова велика, витягнута. Тулуб широкий. Зуби досить великі. Забарвлення яскраве, водночас зустрічаються меланісти. Хвіст короткий.

## Спосіб життя
Усе життя перебувають у морських водах. Зустрічаються біля рифів та атолів. Живиться молюсками, рибою.
Отрута досить небезпечна для людини.
Це живородні змії.

## Розповсюдження
Мешкають від берегів Австралії до берегів Індокитаю (на півночі) й до узбережжя Пакистану (на заході).

## Види
- Disteira kingii
- Disteira major
- Disteira nigrocincta
- Disteira stokesii
- Disteira walli